# Стихтит
Стихтит (англ. stichtite; нім. Stichtit m) — мінерал, водний карбонат магнію і хрому. За прізв. австрал. підприємця Р.Стіхта (R.Sticht), W.F.Petterd, 1910. Син. — буазерит, хромбруньятеліт.

## Опис
Хімічна формула: Mg6Cr2(OH)16CO3x4H2O.
Містить (%): MgO — 38,06; Cr2O3 — 20,65; CO2 — 11,95; H2O — 29,34. Стихтит залізний містить Fe2O3.
Сингонія тригональна. Утворює базальні пластинки бузкового або рожевого кольору, а також щільні слюдоподібні аґреґати сплутаних або скручених пластинок і волокон, листочки. Спайність досконала по (0001). Густина 2,16. Тв. 1,5-2,0. Колір яскраво-ліловий до рожевого. Риса блідо-лілова до білої. Прозорий. Блиск восковий до жирного. Пластинки гнучкі, еластичні, які кришаться в порошок, що нагадує тальк. На дотик жирний. Зустрічається в гідротермально змінених ультраосновних породах разом з хромшпінелідами.

## Розповсюдження
Знайдений у Дантас (острів Тасманія), Маунт-Кейт (Західна Австралія), Блек-Лейк (провінція Квебек, Канада), Барбертон (Трансвааль, ПАР). Рідкісний.

## Різновиди
Розрізняють:
- стихтит залізний (різновид стихтиту, в якій Fe2O3 переважає над Cr2O5).